# Coupe du Costa Rica de football
 (juillet 2025).
La Coupe du Costa Rica de football est une compétition de football opposant les clubs professionnels du Costa Rica. La compétition est créée en 1924.

## Palmarès
| Saison    | Vainqueur          | Score       | Finaliste           |
| --------- | ------------------ | ----------- | ------------------- |
| 1924      | CS Herediano (1)   | 3 - 0       | CS La Libertad      |
| 1925      | CS La Libertad (1) | 2 - 0       | CS Herediano        |
| 1926      | LD Alajuelense (1) | 2 - 1       | CS La Libertad      |
| 1928      | LD Alajuelense (2) | 1 - 1 3 - 1 | Orión FC            |
| 1929      | CS La Libertad (2) | 3 - 2       | CS Herediano        |
| 1933      | CS La Libertad (3) | 3 - 0       | Alajuela Junior     |
| 1934      | CS La Libertad (4) | 3 - 0       | Orión FC            |
| 1934      | CS La Libertad (5) | 4 - 1 7 - 0 | Gimnástica Española |
| 1935      | CS Herediano (2)   | 4 - 3       | Orión FC            |
| 1935      | CS La Libertad (6) | 3 - 2       | CS Herediano        |
| 1936      | CS Herediano (3)   | 4 - 3       | CS La Libertad      |
| 1937      | CS La Libertad (7) | 6 - 1 3 - 1 | CS Herediano        |
| 1937      | LD Alajuelense (3) | 5 - 1       | CS Herediano        |
| 1938      | Orión FC (1)       | 4 - 2       | LD Alajuelense      |
| 1939      | CS Herediano (4)   | 4 - 0 3 - 2 | Los Ángeles         |
| 1941      | LD Alajuelense (4) | 2 - 0       | CS La Libertad      |
| 1944      | LD Alajuelense (5) | 4 - 3       | Gimnástica Española |
| 1945      | CS Herediano (5)   | 3 - 2       | CS La Libertad      |
| 1945      | CS Herediano (6)   | 4 - 3       | Gimnástica Española |
| 1947      | CS Herediano (7)   | 4 - 3       | LD Alajuelense      |
| 1948      | LD Alajuelense (6) | 5 - 2       | CS La Libertad      |
| 1949      | LD Alajuelense (7) | 3 - 1       | Gimnástica Española |
| 2025-2026 |                    | -           |                     |

|}